# Gazélec Ajaccio

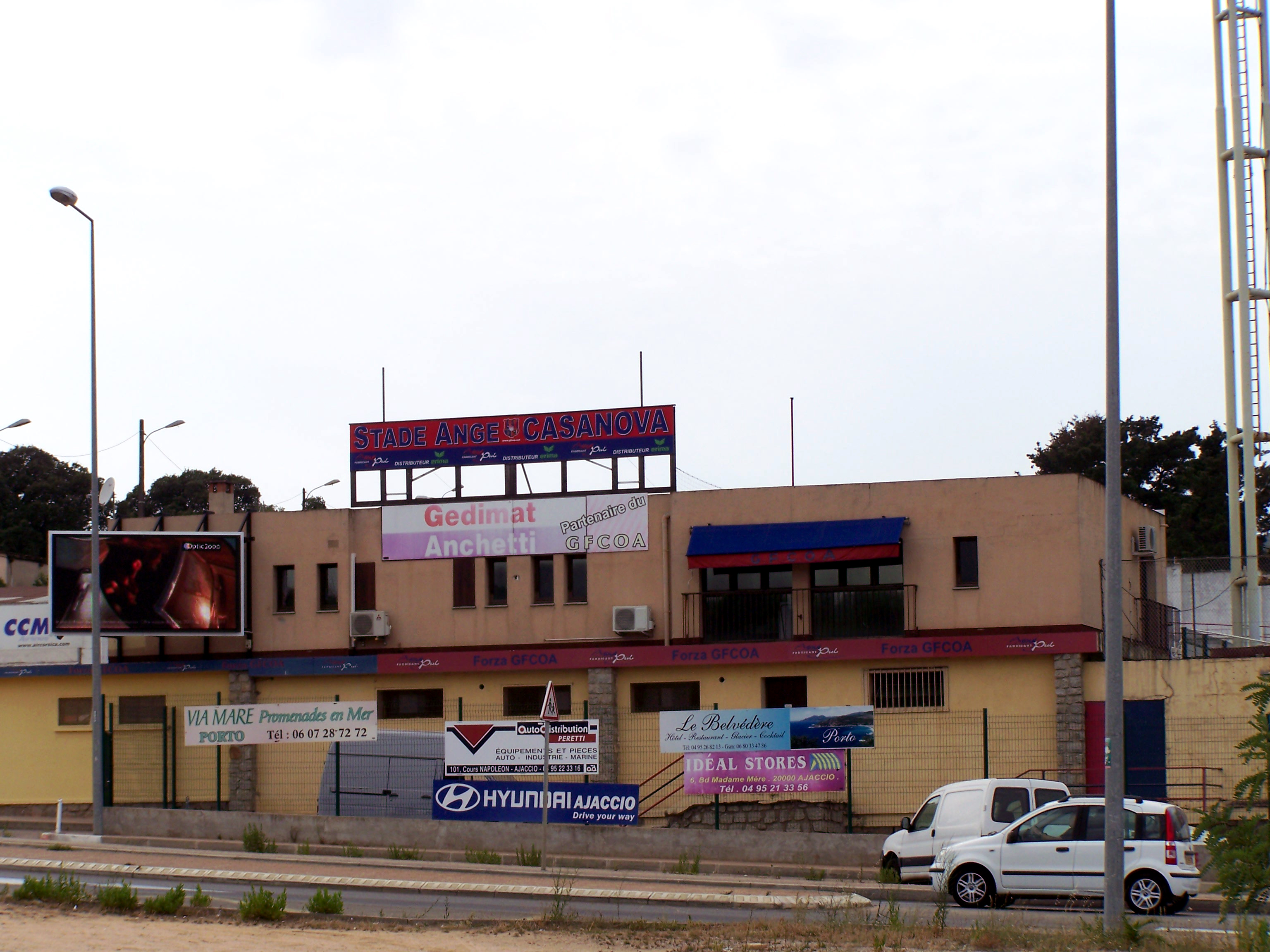
Stade Ange Casanova

Gazélec Football Club Ajaccio (zkratkou GFCA či GFC Ajaccio) je francouzský fotbalový klub z města Ajaccio na Korsice, který působí v Ligue 2. Klub byl založen v roce 1910, letopočet založení je i v klubovém emblému. Svoje domácí utkání hraje na stadionu Stade Ange Casanova s kapacitou 6 000 diváků.

## Názvy klubu
- 1910-1933 : Jeunesse Sportive Ajaccienne
- 1933-1960 : Football Club Ajaccio
- 1960-1996 : Gazélec Football Club Ajaccio
- 1996-2012 : Gazélec Football Club Olympique Ajaccio
- 2012- : Gazélec Football Club Ajaccio